# Hipatia Cárdenas de Bustamante
Hipatia Cárdenas de Bustamante (também conhecida pelo pseudônimo Aspacia, Quito, 23 de março de 1889 - Ibdem, 9 de fevereiro de 1972) foi uma escritora, poetisa, política, sufragista e feminista equatoriana.
Foi junto a Zoila Ugarte de Landívar (1864-1969), uma das defensoras pioneiras do voto feminino no Equador. Em 1929, tornou-se a primeira mulher conselheira de Estado, enquanto que, em 1932, seria a primeira mulher a apresentar-se como candidata à presidência.
Lutou pelo respeito ao direito ao voto feminino no país após a sua aprovação em 1929 e o surgimento de grupos que eram contra. Em 1943, publicou Oro, rojo y azul, enquanto colaborava com El Día, El comercio e na revista América.

## Obras
- Encuesta: Qué debe hacer el Ecuador para librarse de las dictaduras? (1939).
- Oro, rojo y azul (1943).[5][6]